# Мускус
Мускус — сильно пахуча речовина рослинного або тваринного походження, яку використовують у медицині та парфумерії.

## Тваринний мускус

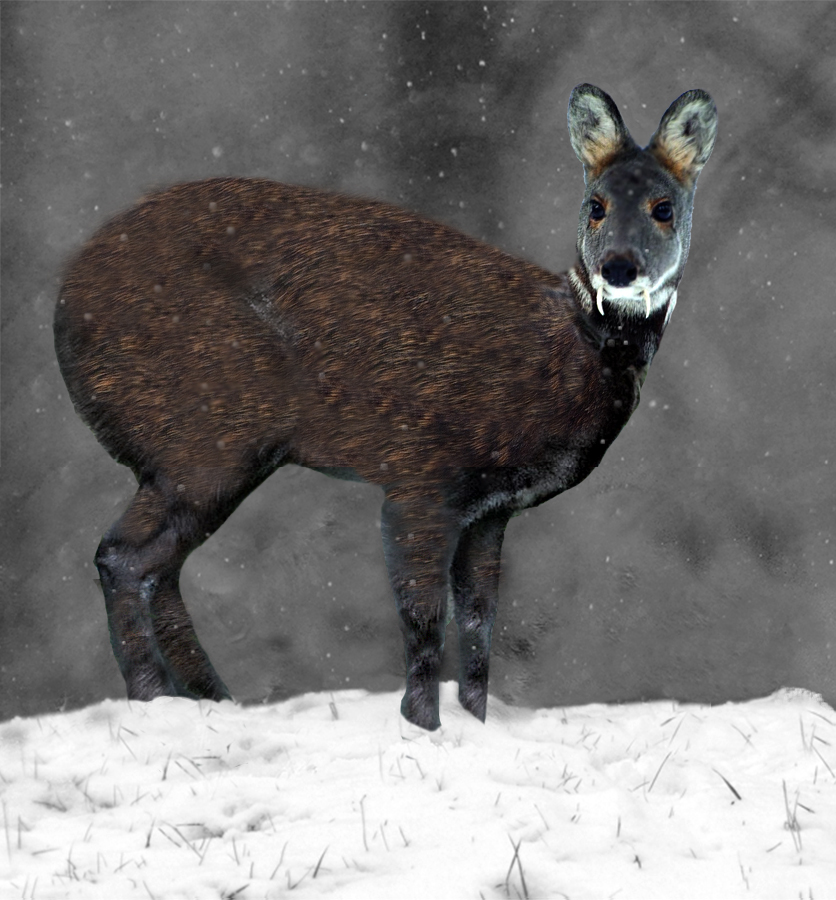
Кабарга, або мускусний баран

Продукт, що виробляється мускусними залозами деяких тварин, наприклад, оленів і кабарги (Moschus moschiferus), та має різкий специфічний запах, що сприймається людиною по-різному. Третина населення його не відчуває взагалі, ще третина сприймає запах мускусу негативно, а в останньої третини він викликає еротичне збудження. [джерело?]
Протягом багатьох століть від тварин отримували натуральний продукт — мускус, — який секретується тільки в самців деяких видів препуциальною залозою, а саме: самця кабарги, мускусного барана, який мешкає у високогір'ї Гімалаїв тощо. Часто в народі можна почути й іншу назву цієї залози — струмінь (кабарги, барана тощо). У одного самця кабарги за рік утворюється максимум 20 грамів мускусу. Існують й інші джерела мускусу, в тому числі і фітоджерела (трави), але мускус тваринного походження — найцінніший, тому й найбільш дорогий на сучасному ринку лікарських препаратів. За деякими даними, мускус — найдорожчий продукт тваринного походження. Також мускусом називають боброву залозу внутрішньої секреції (бобровий мускус, бобровий струмінь або кастореум), який застосовується у парфумерії та народній медицині.
У медицині вживається тибетський або китайський мускус, який готується так: залоза, що розташована між шкірою, покритою густим волоссям, і м'язами живота, вирізається разом зі шкірою і висушується на повітрі або на гарячих аркушах; при такій обробці мускус утримується в мішку, але в продажу зустрічається препарат, вийнятий з мішка. Мускус цінується дуже дорого і тому його часто фальсифікують.
Поміщений в мішки препарат утворює круглі, з легким жирним блиском зерна, величиною від голівки шпильки до сочевичного зерна. Смак його — гіркий, запах — своєрідний, різкий, довго не зникаючий; висушений, втрачає запах, останній знову з'являється при зволоженні препарата. Фізіологічна і терапевтична дія належить ще недослідженій у хімічному відношенні пахучій речовині, так як інші речовини, що знаходяться в мускусі (жир, смола, солі), не володіють активними властивостями.
Мускусу приписувалося в старовину надзвичайно велике лікарське значення, причому препарат вживали, переважно, як збудливий засіб, в різних випадках занепаду серцевої діяльності, надаючи перевагу перед усіма іншими збудливими засобами. Сумніви, що виникли останнім часом, в збудливих властивостях препарату не ґрунтовні, оскільки на підставі фізіологічних досліджень, встановлено, що мускус чинить на нервові утворення безсумнівну збудливу дію. Особливо сприятливою дія мускусу визнається в дитячій практиці. Як при інших збуджуючих, так і при мускусі помічається зменшення ефекту при повторенні однакових доз, тому при повторюваних припадках серцевої діяльності дози мускусу зазвичай доводиться збільшувати. Мускус призначається також як протисудомний засіб, особливо при спазмі голосової щілини та при коклюші. Зазвичай препарат призначають по 0,05−0,1 гр. 2−4 рази на день, частіше всього в порошках з цукром. Мускусний настій призначається по 10−20 крапель, а також під шкіру (1−2 шприца). Мускус вживається також в зубних порошках для усунення поганого запаху з рота.
В даний час мускус далеко не має того великого застосування, яке він мав раніше: сучасна медицина має у своєму розпорядженні інші збудливі засоби з цілком відомим хімічним складом і до того ж з більш постійною дією, незалежною від тих випадковостей, з котрими пов'язано отримання гарного препарату мускусу.

## Рослинний мускус
Для опису сильних ароматів букету вина деяких сортів (Vitis labrusca) використовують термін мускус. Найвідоміший сорт мускусного винограду — Мускат.